# Suddivisione amministrativa dello Hunan
La provincia dello Hunan è suddivisa amministrativamente nei seguenti tre livelli:
- 14 prefetture (地区 dìqū)
  - 13 città con status di prefettura
  - 1 prefettura autonoma
- 122 contee (县 xiàn)
  - 16 città con status di contea (县级市 xiànjíshì)
  - 65 contee
  - 7 contee autonome (自治县 zìzhìxiàn)
  - 34 distretti (市辖区 shìxiáqū)
- 2409 città (镇 zhèn)
  - 1089 città (镇 zhèn)
  - 990 comuni (乡 xiāng)
  - 97 comuni etnici (民族乡 mínzúxiāng)
  - 233 sotto-distretti (街道办事处 jiēdàobànshìchù)

| Prefettura                                                                                        | Contee, distretti e città               | Contee, distretti e città | Contee, distretti e città        |
| Prefettura                                                                                        | Nome                                    | Cinese (S)                | Pinyin                           |
| ------------------------------------------------------------------------------------------------- | --------------------------------------- | ------------------------- | -------------------------------- |
| Changsha 长沙市 Chángshā Shì                                                                      | Distretto di Yuelu                      | 岳麓区                    | Yuèlù Qū                         |
| Changsha 长沙市 Chángshā Shì                                                                      | Distretto di Furong                     | 芙蓉区                    | Fúrúng Qū                        |
| Changsha 长沙市 Chángshā Shì                                                                      | Distretto di Tianxin                    | 天心区                    | Tiānxīn Qū                       |
| Changsha 长沙市 Chángshā Shì                                                                      | Distretto di Kaifu                      | 开福区                    | Kāifú Qū                         |
| Changsha 长沙市 Chángshā Shì                                                                      | Distretto di Yuhua                      | 雨花区                    | Yǔhuā Qū                         |
| Changsha 长沙市 Chángshā Shì                                                                      | Distretto di Wangcheng                  | 望城区                    | Wàngchéng Qū                     |
| Changsha 长沙市 Chángshā Shì                                                                      | Contea di Changsha                      | 长沙县                    | Chángshā Xiàn                    |
| Changsha 长沙市 Chángshā Shì                                                                      | Liuyang                                 | 浏阳市                    | Liúyáng Shì                      |
| Changsha 长沙市 Chángshā Shì                                                                      | Ningxiang                               | 宁乡市                    | Níngxiāng Shì                    |
| Zhangjiajie 张家界市 Zhāngjiājiè Shì                                                              | Distretto di Yongding                   | 永定区                    | Yǒngdìng Qū                      |
| Zhangjiajie 张家界市 Zhāngjiājiè Shì                                                              | Distretto di Wulingyuan                 | 武陵源区                  | Wǔlíngyuán Qū                    |
| Zhangjiajie 张家界市 Zhāngjiājiè Shì                                                              | Contea di Cili                          | 慈利县                    | Cílì Xiàn                        |
| Zhangjiajie 张家界市 Zhāngjiājiè Shì                                                              | Contea di Sangzhi                       | 桑植县                    | Sāngzhí Xiàn                     |
| Changde 常德市 Chángdé Shì                                                                        | Distretto di Wuling                     | 武陵区                    | Wǔlíng Qū                        |
| Changde 常德市 Chángdé Shì                                                                        | Distretto di Dingcheng                  | 鼎城区                    | Dǐngchēng Qū                     |
| Changde 常德市 Chángdé Shì                                                                        | Contea di Anxiang                       | 安乡县                    | Ānxiāng Xiàn                     |
| Changde 常德市 Chángdé Shì                                                                        | Contea di Hanshou                       | 汉寿县                    | Hànshòu Xiàn                     |
| Changde 常德市 Chángdé Shì                                                                        | Contea di Li                            | 澧县                      | Lǐ Xiàn                          |
| Changde 常德市 Chángdé Shì                                                                        | Contea di Linli                         | 临澧县                    | Línlǐ Xiàn                       |
| Changde 常德市 Chángdé Shì                                                                        | Contea di Taoyuan                       | 桃源县                    | Táoyuán Xiàn                     |
| Changde 常德市 Chángdé Shì                                                                        | Contea di Shimen                        | 石门县                    | Shímén Xiàn                      |
| Changde 常德市 Chángdé Shì                                                                        | Jinshi                                  | 津市市                    | Jīnshì Shì                       |
| Yiyang 益阳市 Yìyáng Shì                                                                          | Distretto di Heshan                     | 赫山区                    | Hèshān Qū                        |
| Yiyang 益阳市 Yìyáng Shì                                                                          | Distretto di Ziyang                     | 资阳区                    | Zīyáng Qū                        |
| Yiyang 益阳市 Yìyáng Shì                                                                          | Contea di Nan                           | 南县                      | Nán Xiàn                         |
| Yiyang 益阳市 Yìyáng Shì                                                                          | Contea di Taojiang                      | 桃江县                    | Táojiāng Xiàn                    |
| Yiyang 益阳市 Yìyáng Shì                                                                          | Contea di Anhua                         | 安化县                    | Ānhuà Xiàn                       |
| Yiyang 益阳市 Yìyáng Shì                                                                          | Yuanjiang                               | 沅江市                    | Yuánjiāng Shì                    |
| Yueyang 岳阳市 Yuèyáng Shì                                                                        | Distretto di Yueyanglou                 | 岳阳楼区                  | Yuèyánglóu Qū                    |
| Yueyang 岳阳市 Yuèyáng Shì                                                                        | Distretto di Junshan                    | 君山区                    | Jūnshān Qū                       |
| Yueyang 岳阳市 Yuèyáng Shì                                                                        | Distretto di Yunxi                      | 云溪区                    | Yúnxī Qū                         |
| Yueyang 岳阳市 Yuèyáng Shì                                                                        | Contea di Yueyang                       | 岳阳县                    | Yuèyáng Xiàn                     |
| Yueyang 岳阳市 Yuèyáng Shì                                                                        | Contea di Huarong                       | 华容县                    | Huáróng Xiàn                     |
| Yueyang 岳阳市 Yuèyáng Shì                                                                        | Contea di Xiangyin                      | 湘阴县                    | Xiāngyīn Xiàn                    |
| Yueyang 岳阳市 Yuèyáng Shì                                                                        | Contea di Pingjiang                     | 平江县                    | Píngjiāng Xiàn                   |
| Yueyang 岳阳市 Yuèyáng Shì                                                                        | Miluo                                   | 汨罗市                    | Mìluó Shì                        |
| Yueyang 岳阳市 Yuèyáng Shì                                                                        | Linxiang                                | 临湘市                    | Línxiāng Shì                     |
| Zhuzhou 株洲市 Zhūzhōu Shì                                                                        | Distretto di Tianyuan                   | 天元区                    | Tiānyuán Qū                      |
| Zhuzhou 株洲市 Zhūzhōu Shì                                                                        | Distretto di Hetang                     | 荷塘区                    | Hétáng Qū                        |
| Zhuzhou 株洲市 Zhūzhōu Shì                                                                        | Distretto di Lusong                     | 芦淞区                    | Lúsōng Qū                        |
| Zhuzhou 株洲市 Zhūzhōu Shì                                                                        | Distretto di Shifeng                    | 石峰区                    | Shífēng Qū                       |
| Zhuzhou 株洲市 Zhūzhōu Shì                                                                        | Contea di You                           | 攸县                      | Yōu Xiàn                         |
| Zhuzhou 株洲市 Zhūzhōu Shì                                                                        | Contea di Chaling                       | 茶陵县                    | Chálíng Xiàn                     |
| Zhuzhou 株洲市 Zhūzhōu Shì                                                                        | Contea di Yanling                       | 炎陵县                    | Yánlíng Xiàn                     |
| Zhuzhou 株洲市 Zhūzhōu Shì                                                                        | Liling                                  | 醴陵市                    | Lǐlíng Shì                       |
| Xiangtan 湘潭市 Xiāngtán Shì                                                                      | Distretto di Yuetang                    | 岳塘区                    | Yuètáng Qū                       |
| Xiangtan 湘潭市 Xiāngtán Shì                                                                      | Distretto di Yuhu                       | 雨湖区                    | Yǔhú Qū                          |
| Xiangtan 湘潭市 Xiāngtán Shì                                                                      | Contea di Xiangtan                      | 湘潭县                    | Xiāngtán Xiàn                    |
| Xiangtan 湘潭市 Xiāngtán Shì                                                                      | Xiangxiang                              | 湘乡市                    | Xiāngxiāng Shì                   |
| Xiangtan 湘潭市 Xiāngtán Shì                                                                      | Shaoshan                                | 韶山市                    | Sháoshān Shì                     |
| Hengyang 衡阳市 Héngyáng Shì                                                                      | Distretto di Yanfeng                    | 雁峰区                    | Yànfēng Qū                       |
| Hengyang 衡阳市 Héngyáng Shì                                                                      | Distretto di Zhuhui                     | 珠晖区                    | Zhūhuī Qū                        |
| Hengyang 衡阳市 Héngyáng Shì                                                                      | Distretto di Shigu                      | 石鼓区                    | Shígǔ Qū                         |
| Hengyang 衡阳市 Héngyáng Shì                                                                      | Distretto di Zhengxiang                 | 蒸湘区                    | Zhēngxiāng Qū                    |
| Hengyang 衡阳市 Héngyáng Shì                                                                      | Distretto di Nanyue                     | 南岳区                    | Nányuè Qū                        |
| Hengyang 衡阳市 Héngyáng Shì                                                                      | Contea di Fengyang                      | 衡阳县                    | Héngyáng Xiàn                    |
| Hengyang 衡阳市 Héngyáng Shì                                                                      | Contea di Hengnan                       | 衡南县                    | Héngnán Xiàn                     |
| Hengyang 衡阳市 Héngyáng Shì                                                                      | Contea di Hengshan                      | 衡山县                    | Héngshān Xiàn                    |
| Hengyang 衡阳市 Héngyáng Shì                                                                      | Contea di Hengdong                      | 衡东县                    | Héngdōng Xiàn                    |
| Hengyang 衡阳市 Héngyáng Shì                                                                      | Contea di Qidong                        | 祁东县                    | Qídóng Xiàn                      |
| Hengyang 衡阳市 Héngyáng Shì                                                                      | Leiyang                                 | 耒阳市                    | Lěiyáng Shì                      |
| Hengyang 衡阳市 Héngyáng Shì                                                                      | Changning                               | 常宁市                    | Chángníng Shì                    |
| Chenzhou 郴州市 Chēnzhōu Shì                                                                      | Distretto di Beihu                      | 北湖区                    | Běihú Qū                         |
| Chenzhou 郴州市 Chēnzhōu Shì                                                                      | Distretto di Suxian                     | 苏仙区                    | Sūxiān Qū                        |
| Chenzhou 郴州市 Chēnzhōu Shì                                                                      | Contea di Guiyang                       | 桂阳县                    | Guìyáng Xiàn                     |
| Chenzhou 郴州市 Chēnzhōu Shì                                                                      | Contea di Yongxing                      | 永兴县                    | Yǒngxīng Xiàn                    |
| Chenzhou 郴州市 Chēnzhōu Shì                                                                      | Contea di Yizhang                       | 宜章县                    | Yízhāng Xiàn                     |
| Chenzhou 郴州市 Chēnzhōu Shì                                                                      | Contea di Jiahe                         | 嘉禾县                    | Jiāhé Xiàn                       |
| Chenzhou 郴州市 Chēnzhōu Shì                                                                      | Contea di Linwu                         | 临武县                    | Línwǔ Xiàn                       |
| Chenzhou 郴州市 Chēnzhōu Shì                                                                      | Contea di Rucheng                       | 汝城县                    | Rǔchéng Xiàn                     |
| Chenzhou 郴州市 Chēnzhōu Shì                                                                      | Contea di Guidong                       | 桂东县                    | Guìdōng Xiàn                     |
| Chenzhou 郴州市 Chēnzhōu Shì                                                                      | Contea di Anren                         | 安仁县                    | Ānrén Xiàn                       |
| Chenzhou 郴州市 Chēnzhōu Shì                                                                      | Zixing                                  | 资兴市                    | Zīxīng Shì                       |
| Yongzhou 永州市 Yǒngzhōu Shì                                                                      | Distretto di Lengshuitan                | 冷水滩区                  | Lěngshuǐtān Qū                   |
| Yongzhou 永州市 Yǒngzhōu Shì                                                                      | Distretto di Lingling                   | 零陵区                    | Linglíng Qū                      |
| Yongzhou 永州市 Yǒngzhōu Shì                                                                      | Contea di Dong'an                       | 东安县                    | Dōng'ān Xiàn                     |
| Yongzhou 永州市 Yǒngzhōu Shì                                                                      | Contea di Dao                           | 道县                      | Dào Xiàn                         |
| Yongzhou 永州市 Yǒngzhōu Shì                                                                      | Contea di Ningyuan                      | 宁远县                    | Nīngyuǎn Xiàn                    |
| Yongzhou 永州市 Yǒngzhōu Shì                                                                      | Contea di Jiangyong                     | 江永县                    | Jiāngyǒng Xiàn                   |
| Yongzhou 永州市 Yǒngzhōu Shì                                                                      | Contea di Lanshan                       | 蓝山县                    | Lánshān Xiàn                     |
| Yongzhou 永州市 Yǒngzhōu Shì                                                                      | Contea di Xintian                       | 新田县                    | Xīntián Xiàn                     |
| Yongzhou 永州市 Yǒngzhōu Shì                                                                      | Contea di Shuangpai                     | 双牌县                    | Shuāngpái Xiàn                   |
| Yongzhou 永州市 Yǒngzhōu Shì                                                                      | Contea di Qiyang                        | 祁阳县                    | Qíyáng Xiàn                      |
| Yongzhou 永州市 Yǒngzhōu Shì                                                                      | Contea autonoma yao di Jianghua         | 江华瑶族自治县            | Jiānghuá Yáozǔ Zìzhìxiàn         |
| Shaoyang 邵阳市 Shàoyáng Shì                                                                      | Distretto di Shuangqing                 | 双清区                    | Shuāngqīng Qū                    |
| Shaoyang 邵阳市 Shàoyáng Shì                                                                      | Distretto di Daxiang                    | 大祥区                    | Dàxiáng Qū                       |
| Shaoyang 邵阳市 Shàoyáng Shì                                                                      | Distretto di Beita                      | 北塔区                    | Běitǎ Qū                         |
| Shaoyang 邵阳市 Shàoyáng Shì                                                                      | Contea di Shaoyang                      | 邵阳县                    | Shàoyáng Xiàn                    |
| Shaoyang 邵阳市 Shàoyáng Shì                                                                      | Contea di Xinshao                       | 新邵县                    | Xīnshào Xiàn                     |
| Shaoyang 邵阳市 Shàoyáng Shì                                                                      | Contea di Longhui                       | 隆回县                    | Lónghuí Xiàn                     |
| Shaoyang 邵阳市 Shàoyáng Shì                                                                      | Contea di Dongku                        | 洞口县                    | Dòngkǒu Xiàn                     |
| Shaoyang 邵阳市 Shàoyáng Shì                                                                      | Contea di Suining                       | 绥宁县                    | Suíníng Xiàn                     |
| Shaoyang 邵阳市 Shàoyáng Shì                                                                      | Contea di Xinning                       | 新宁县                    | Xīnníng Xiàn                     |
| Shaoyang 邵阳市 Shàoyáng Shì                                                                      | Contea autonoma miao di Chengbu         | 城步苗族自治县            | Chéngbù Miáozú Zìzhìxiàn         |
| Shaoyang 邵阳市 Shàoyáng Shì                                                                      | Wugang                                  | 武冈市                    | Wǔgāng Shì                       |
| Shaoyang 邵阳市 Shàoyáng Shì                                                                      | Shaodong                                | 邵东市                    | Shàodōng Shì                     |
| Huaihua 怀化市 Huáihuà Shì                                                                        | Distretto di Hecheng                    | 鹤城区                    | Hèchéng Qū                       |
| Huaihua 怀化市 Huáihuà Shì                                                                        | Contea di Yuanling                      | 沅陵县                    | Yuánlíng Xiàn                    |
| Huaihua 怀化市 Huáihuà Shì                                                                        | Contea di Chenxi                        | 辰溪县                    | Chénxi Xiàn                      |
| Huaihua 怀化市 Huáihuà Shì                                                                        | Contea di Xupu                          | 溆浦县                    | Xùpǔ Xiàn                        |
| Huaihua 怀化市 Huáihuà Shì                                                                        | Contea di Zhongfang                     | 中方县                    | Zhōngfāng Xiàn                   |
| Huaihua 怀化市 Huáihuà Shì                                                                        | Contea di Huitong                       | 会同县                    | Huìtōng Xiàn                     |
| Huaihua 怀化市 Huáihuà Shì                                                                        | Contea autonoma miao di Mayang          | 麻阳苗族自治县            | Máyáng Miáozú Zìzhìxiàn          |
| Huaihua 怀化市 Huáihuà Shì                                                                        | Contea autonoma dong di Xinhuang        | 新晃侗族自治县            | Xīnhuǎng Dòngzú Zìzhìxiàn        |
| Huaihua 怀化市 Huáihuà Shì                                                                        | Contea autonoma dong di Zhijiang        | 芷江侗族自治县            | Zhǐjiāng Dòngzú Zìzhìxiàn        |
| Huaihua 怀化市 Huáihuà Shì                                                                        | Contea autonoma miao e dong di Jingzhou | 靖州苗族侗族自治县        | Jìngzhōu Miáozú Dòngzú Zìzhìxiàn |
| Huaihua 怀化市 Huáihuà Shì                                                                        | Contea autonoma dong di Tongdao         | 通道侗族自治县            | Tōngdào Dòngzú Zìzhìxiàn         |
| Huaihua 怀化市 Huáihuà Shì                                                                        | Hongjiang                               | 洪江市                    | Hóngjiāng Shì                    |
| Loudi 娄底市 Lóudǐ Shì                                                                            | Distretto di Louxing                    | 娄星区                    | Lóuxīng Qū                       |
| Loudi 娄底市 Lóudǐ Shì                                                                            | Contea di Shuangfeng                    | 双峰县                    | Shuāngfēng Xiàn                  |
| Loudi 娄底市 Lóudǐ Shì                                                                            | Contea di Xinhua                        | 新化县                    | Xīnhuà Xiàn                      |
| Loudi 娄底市 Lóudǐ Shì                                                                            | Lengshuijiang                           | 冷水江市                  | Lěngshuǐjiāng Shì                |
| Loudi 娄底市 Lóudǐ Shì                                                                            | Lianyuan                                | 涟源市                    | Liányuán Shì                     |
| Prefettura autonoma tujia e miao di Xiangxi 湘西土家族苗族自治州 Xiāngxī Tǔjiāzú Miáozú Zìzhìzhōu | Jishou                                  | 吉首市                    | Jíshǒu Shì                       |
| Prefettura autonoma tujia e miao di Xiangxi 湘西土家族苗族自治州 Xiāngxī Tǔjiāzú Miáozú Zìzhìzhōu | Contea di Luxi                          | 泸溪县                    | Lúxī Xiàn                        |
| Prefettura autonoma tujia e miao di Xiangxi 湘西土家族苗族自治州 Xiāngxī Tǔjiāzú Miáozú Zìzhìzhōu | Contea di Fenghuang                     | 凤凰县                    | Fènghuáng Xiàn                   |
| Prefettura autonoma tujia e miao di Xiangxi 湘西土家族苗族自治州 Xiāngxī Tǔjiāzú Miáozú Zìzhìzhōu | Contea di Huayuan                       | 花垣县                    | Huāyuán Xiàn                     |
| Prefettura autonoma tujia e miao di Xiangxi 湘西土家族苗族自治州 Xiāngxī Tǔjiāzú Miáozú Zìzhìzhōu | Contea di Baojing                       | 保靖县                    | Bǎojìng Xiàn                     |
| Prefettura autonoma tujia e miao di Xiangxi 湘西土家族苗族自治州 Xiāngxī Tǔjiāzú Miáozú Zìzhìzhōu | Contea di Guzhang                       | 古丈县                    | Gǔzhàng Xiàn                     |
| Prefettura autonoma tujia e miao di Xiangxi 湘西土家族苗族自治州 Xiāngxī Tǔjiāzú Miáozú Zìzhìzhōu | Contea di Yongshun                      | 永顺县                    | Yǒngshùn Xiàn                    |
| Prefettura autonoma tujia e miao di Xiangxi 湘西土家族苗族自治州 Xiāngxī Tǔjiāzú Miáozú Zìzhìzhōu | Contea di Longshan                      | 龙山县                    | Lóngshān Xiàn                    |